# 凌云弓果藤
凌云弓果藤（学名：Toxocarpus paucinervius）是夹竹桃科弓果藤属的植物，是中国的特有植物。分布在中国大陆的广西等地，生长于海拔800米的地区，常生于山林中，目前尚未由人工引种栽培。